# Yarras Edge 5
Le Yarras Edge 5 est un gratte-ciel de 134 mètres de hauteur construit à Melbourne en Australie de 2002 à 2005.
Il abrite des logements sur 41 étages et fait partie du complexe Mirvac Yarra's Edge qui comprend un autre gratte-ciel construit en 2003, le Yarrad Edge 3 de 100 mètres de hauteur, quatre autres gratte-ciel en projet et trois autres bâtiments de moins de 100 mètres de hauteur.
L'architecte est l'agence australienne Wood/Marsh Pty Ltd Architects